# Kiss Me Once
Kiss Me Once é o décimo segundo álbum de estúdio da artista musical australiana Kylie Minogue. O seu lançamento ocorreu em 14 de março de 2014, através da Parlophone e da Warner Bros.. O disco possui uma sonoridade inspirada por gêneros dançantes como o dance, também possuindo elementos do EDM, funk, dubstep e disco. Liricamente, as faixas se refletem ao amor, sexo e ao empoderamento, com a utilização de instrumentos como baixo, guitarra, percussão, piano e teclado. Tendo a própria cantora e Sia Furler como produtoras executivas, o disco foi desenvolvido e gravado durante todo o ano de 2013. Nele, Minogue colaborou com uma série de produtores como Bloodshy, Peter Wallevik, Daniel Davidsen, Cutfather, GoodWill & MGI, Greg Kurstin, Metrophonic, MNEK, The Monsters and the Strangerz, Ariel Rechtshaid, Mike Del Rio, Peter Wade Keusch e Pharrell Williams.
Após a terminação da comemoração de vinte e cinco anos de carreira da musicista, intitulada K25, ocorrida em 2012 e que contou com a digressão Anti Tour, o lançamento de The Best of Kylie Minogue e de The Abbey Road Sessions — além da emissão do livro Kylie / Fashion e do lançamento do single "Timebomb" —, Minogue separou-se de seu gestor Terry Blamey e, posteriormente, assinou um contrato de gestão com a Roc Nation; nisto, começou a produção de seu novo álbum. Durante a gravação do projeto, a artista disse que iria manter o DNA que uma "faixa Kylie" é, também dizendo que estaria experimentando diferente sons. Mais tarde, disse que sentiu uma epifania durante a campanha de comemoração K25, afirmando que "o apoio foi grande" em relação ao álbum e que conseguiu chegar ao que queria em Kiss Me Once.
Após o lançamento do disco, este obteve análises mistas dos críticos de música contemporânea, que complementaram o retorno de Minogue para a música dance mainstream, considerando isto à altura das expectativas. No entanto, alguns foram divididos com o conteúdo; alguns elogiaram e descreveram como "sólido", enquanto alguns sentiram que este foi datado, e criticaram a falta de inovação na perspectiva de Minogue. Comercialmente, o álbum teve um desempenho mediano, atingindo o topo das tabelas da Austrália e Hungria, ao passo que se qualificou nas dez melhores posições em países como Alemanha, Escócia, Espanha, França, Irlanda, Reino Unido e Suíça. Nos Estados Unidos, Kiss Me Once debutou na 31ª colocação da Billboard 200 e, durante a primeira e única semana na parada, atingiu a terceira posição no Billboard Dance/Electronic Albums como pico. Pelo mundo, faturou 215 mil exemplares comercializados até junho de 2014; O disco ainda obteve uma certificação de prata pela British Phonographic Industry (BPI).
A fim de promover o disco, dois singles oficiais foram lançados, além de um promocional. O primeiro, "Into the Blue", atingiu um baixo sucesso comercial, culminando as tabelas musicais de dezessete países. O segundo, "I Was Gonna Cancel", foi pior no comercial, listando-se na oitenta melhores colocações de tabelas como a da região da Valônia da Bélgica, do Reino Unido e da Escócia. Os singles lançados do CD, no entanto, entraram nas cinco melhores posições da Hot Dance Club Songs, tabela genérica e feita pela Billboard. A faixa de trabalho promocional foi "Sexercize", que teve como melhor posição no também periódico genérico Hot Dance/Electronic Songs, feita pela Billboard, a 30ª colocação. Como forma de divulgação, a cantora se apresentou em premiações de pequeno porte, foi capa de várias revistas e embarcou na turnê Kiss Me Once Tour (2014–15), que conseguiu arrecadar $17 milhões em dinheiro bruto (contando 28 shows feitos na Europa) e teve um registro gravado, intitulado Kiss Me Once: Live at the SSE Hydro e lançado em março de 2015.

## Antecedentes e desenvolvimento

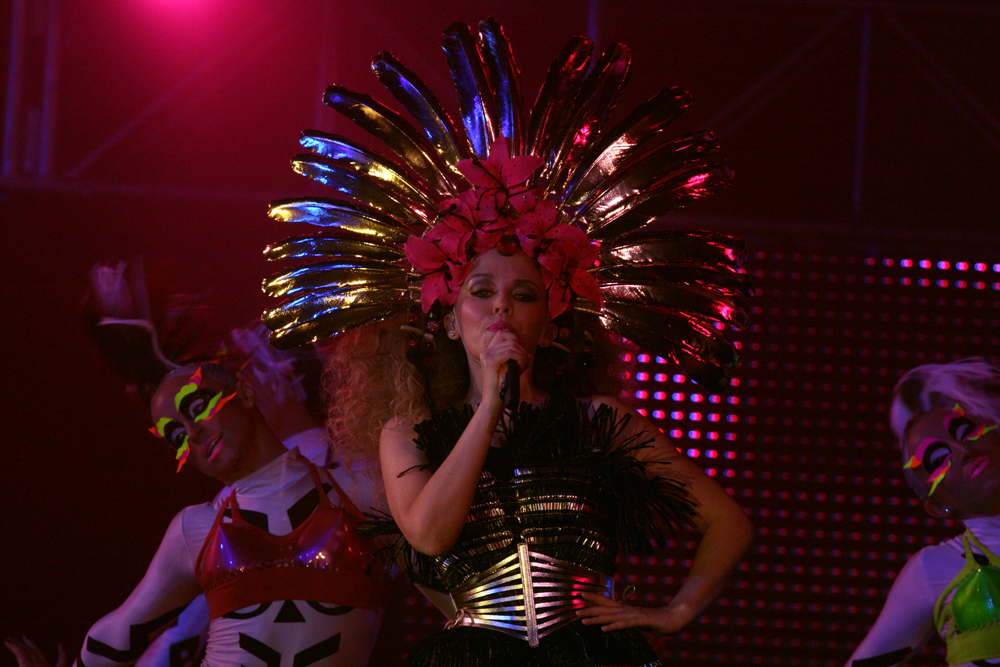
Kylie Minogue no Sydney Mardi Gras, em março de 2012, onde performou seus sucessos. Neste ano, a artista estava divulgando o K25 — projeto que comemorava seus vinte e cinco anos de carreira.

Posterior a comemoração dos vinte e cinco anos da carreira de Minogue, ocorrida em 2012 e divulgada com a digressão Anti Tour, a emissão de The Best of Kylie Minogue e The Abbey Road Sessions, além do lançamento do livro Kylie / Fashion e do single "Timebomb", a artista separou-se de seu gestor Terry Blamey, assinando um contrato de gerenciamento com a empresa americana Roc Nation, dirigida pelo rapper Jay-Z, em fevereiro de 2013. Nisto, a artista ainda continou a trabalhar em seu álbum durante 2013, com relatórios emergindo, em fevereiro deste mesmo ano, que a cantora estaria trabalhando com musicista compatriota Sia Furler. O disco foi principalmente gravado em Los Angeles, com sessões de gravação mais distantes ocorrendo em Nova Iorque e Londres. Em março de 2013, Minogue postou no Twitter uma foto de um microfone com a dupla de produção Stargate abaixo dela, indicando que estaria trabalhando com a equipe no novo álbum. Outras colaborações durante 2013 incluiram Darkchild, Brooke Candy, MNDR e Will.i.am. Na véspera do aniversário de Minogue em 2013, foi revelado que a mesma tinha gravado recentemente uma colaboração "interessante", sendo mais tarde Enrique Iglesias revelado como quem era a colaboração. No mesmo dia, ela revelou uma canção promocional, intitulada "Skirt", como um single de espera para Kiss Me Once.
Em maio de 2013, discutindo o álbum com a Rolling Stone, a artista estabeleceu que o álbum estava "apresentando algo diferente [...] o que é legal". Ela também reconheceu que tinha de "fazer algo diferente", mas adicionou que o CD iria "manter o DNA que uma faixa Kylie tem, porque eu estou nele. Eu gostaria de tentar mover a trave e me experimentar com sons diferentes". Falando com a Idolator sobre o involvimento de Sia Furler como produtora executiva para o disco, Minogue disse que elas tinham trabalhado juntas "um monte de vezes", escrevendo músicas, e relatou: "Eu fiquei tão bem com ela. [...] Eu perguntei se ela queria ser produtora executiva. Eu estava esperando que ela diria que sim. Eu não sabia se era algo que tinha feito ou estava interessada, ou se ela preferia talvez só escrever e fazer a sua própria música". Em uma entrevista com a Billboard, a cantora expressou que ela sentiu uma epifania durante sua campanha do "Kylie 25" em 2012, declarando: "Eu senti como se eu precisasse de uma nova paisagem, e uma vez que você tem seu pé no chão, você está ansioso para ir. [...] Até agora, o apoio tem sido grande, e é apenas uma outra parte de 'novo' desta fusão que eu tinha desejado e foi atingida".

## Composição
Kiss Me Once é um álbum predominantemente derivado dos gêneros dance, EDM e da música disco. Grande parte de suas canções utilizam em sua base instrumentos como baixo, guitarra, percussão, piano e teclado. O álbum inicia-se com seu primeiro single, "Into the Blue". A letra foi escrita por Jacob Kasher Hindlin, Kelly Sheehan e Mike del Rio, enquanto a produção ficou a cargo do último. Musicalmente, é uma canção derivada do EDM e power pop, em quanto em termos líricos, trata-se do empoderamento, com a artista descrevendo como se sente ao ser arrastada para baixo pela solidão e tristeza, mas no refrão, tudo isso dá lugar à alegria pura e resiliente, como na linha "Porque não estou esperando por milagre nenhum/Sim, hoje estou correndo livre". Seguindo-se com a segunda faixa do disco, "Million Miles" é uma balada dance "com um arranjo exuberante incluindo guitarras brilhantes, sintetizadores suaves e todos os tipos de batidas pulsantes e rígidas", sendo ainda comparada com os esforços em seu álbum Fever (2001). Segundo alguns críticos, a faixa poderia ter sido lançada como um single do disco. Utilizado como o segundo single do disco, "I Was Gonna Cancel" é uma canção disco e funk, contendo elementos do gênero synthpop. Sua escrita foi inspirada logo após a artista estar um dia ruim, e o qual ela tinha marcado sessões de gravação com Pharrell Williams, que escreveu e produziu a faixa. Segundo Matt Bagwell do The Huffington Post, sua sonoridade lembra algumas canções de seu álbum Body Language (2003). "Sexy Love", quarta faixa do disco, também é inspirada pelo funk, com um crítico a descrevendo como uma junção de "Wow" e "Love at First Sight", também da artista. A quinta obra feita para o CD e também lançada como single promocional, "Sexercize", é uma canção dubstep com elementos do urban-R&B, EDM e electro que, de acordo com o crítico Michael McCarthy, "é mais do que apenas a forma dos sons de zumbido de baixo electro".
"Feels So Good", sexta faixa do projeto, é uma versão de "Indiana" do cantor Tom Aspaul, sendo um tema midtempo e principalmente inspirada pelo gênero electro. Os vocais de Minogue na obra foram descritos pelo The Huffington Post do Reino Unido como "sem falhas". Já a sétima obra, "If Only", é inspirada pelo electro e R&B, é descrita como "excessivamente produzida, e em algum lugar ao longo do caminho, Kylie fica completamente inundada e perdida entre a produção totalmente imaginável". Segue-se "Les Sex", uma faixa electropop que foi descrita por críticos como a melhor do álbum. A faixa-título, nona total do CD, é uma balada pop que, liricamente, é "uma celebração do amor vencer a adversidade", algo exemplificado nas linhas "Eu e você / Querido, nós superamos". A décima faixa, "Beautiful", uma colaboração de Minogue com Enrique Iglesias, também é uma balada que teve os vocais criticados por parecerem "robóticos". A a décima primeira e última faixa da edição padrão, "Fine", é uma faixa dance e midtempo que contém riffs de teclados com um estilo de "house dos anos 90". Na versão deluxe do disco, existem duas canções inéditas: "Mr. President", que é um tema electropop com "muitos sons agudos curtos e batidas electro", e "Sleeping with the Enemy", que é uma balada produzida por Greg Kurstin.

## Recepção crítica
| Críticas profissionais | Críticas profissionais |
| Pontuações agregadas   | Pontuações agregadas   |
| Fonte                  | Avaliação              |
| ---------------------- | ---------------------- |
| Metacritic             | 66/100                 |
| Avaliações da crítica  |                        |
| Fonte                  | Avaliação              |
| Allmusic               | [ 31 ]                 |
| Consequence of Sound   | C+                     |
| The Guardian           | [ 33 ]                 |
| The Independent        | [ 34 ]                 |
| NME                    | (7/10)                 |
| The Observer           | [ 36 ]                 |
| Slant Magazine         | [ 21 ]                 |
| Spin                   | (7/10)                 |
| USA Today              | [ 38 ]                 |

O portal Metacritic, com base em dezenove resenhas recolhidas, concedeu ao disco uma média de sessenta e seis pontos, de uma escala que vai até cem, indicando "resenhas geralmente favoráveis". Alexis Petridis, da The Guardian, deu a Kiss Me Once três de cinco estrelas, descrevendo o álbum como um "pop brilhante e superficial". Ele ainda sentiu que o álbum tem "um punhado de bons momentos, um bando de preenchimentos, e algumas letras excruciantes sobre sexo". Brittany Spanos, da Spin, deu a Kiss Me Once uma nota de sete, em uma escala que vai até dez, declarando que o disco tem "falta de coesão, mas isso não importa". Spanos considerou que a maioria do disco era composta por "club pronto, fortemente produzida com joias pop românticas". Ben Cardew, um revisor da NME, deu uma nota de sete a dez, mesma nota que Spanos. Cardew disse que o álbum prova que "depois de 26 anos no negócio, Kylie ainda pode retirar um álbum pop muito moderno". Andy Gill, do The Independent, deu ao álbum três estrelas de cinco, chamando ele de "um sucesso parcial". Ele sentiu que o CD é "mais atraente e caracterizado do que X ou Aphrodite". Philip Matusavage, do musicOMH, foi misto em sua análise, dando ao álbum duas estrelas. Matusavage disse que Minogue deveria ter escolhido este momento para uma "reinvenção radical", chamando o álbum de o seu "maior oferta de anônimo até a data". Joe Sweeney, da Slant Magazine, deu ao álbum uma resenha favorável, dando ao disco quatro estrelas de cinco. Sweeney disse que Minogue, juntamente com seus compositores e produtores, "fica com a fórmula vencedora de cafeína synthpop e disco, com um toque de dubstep atirados para as crianças".
Kitty Empire, do jornal The Observer, deu ao álbum três estrelas de cinco, descrevendo o álbum como "polido, mas felino" e disse que isso "permanece verdade para o dance-pop efervescente o qual Kylie é conhecida". Ela também sentiu que a "inclinação contemporânea americana do álbum acrescenta-se para um punhado de faixas anônimas, R&B e enchidas". Tim Sendra, da página Allmusic, deu álbum uma resenha favorável, o classificando com quatro estrelas de cinco, declarando que o projeto é uma "mistura inebriante de pistas de dança uptempo, cortes de clubes de funk, sensuais jams, e a balada ocasional". Ele concluiu dizendo que o CD é "um álbum brilhante, divertido e surpreendentemente poderoso que é, por completo, uma clássica Kylie". Elysa Gardner, do periódico USA Today, avaliou o álbum com três estrelas de cinco, declarando que as canções "talvez não mantém seus ossos, mas [mantém] sua luz, um brilhante toque vai lhe dar uma corrida morna". Joe Muggs, da revista Fact, deu ao Kiss Me Once cinco discos e meio de cinco. Muggs sentiu que a voz de Minogue "permanece distintivo como nunca esteve" e que o álbum tem um "carácter próprio e astúcia por tudo". Uma revisão favorável também foi feita pela Clash, aonde o revisor Ian Wade deu ao álbum uma avaliação de sete a dez. Ele disse que Minogue "sabe o que está fazendo, e ela faz muito bem". Wade chamou Kiss Me Once como "um triunfo" e sentiu que o CD "prova ser muito mais memorável que Body Language (2003) ou seu conjunto de estúdio anterior de 2010, Aphrodite". Jon Dolan, da Rolling Stone, deu ao disco três estrelas de cinco, sentindo que a maior parte da produção de Kiss Me Once tem uma "qualidade respeite-a-deusa condizente de um ícone com seu status"; ele também complementou que a "auto-consciência de bom gosto" de Minogue, chamando-a de "a mais rara das virtudes de diva".

## Singles
"Into the Blue" foi estreada na BBC Radio 2, localizada no Reino Unido, em 27 de janeiro de 2014, servindo como o primeiro single do disco. No dia seguinte, foi disponibilizada para um download digital contendo somente a faixa para o Brasil, Nova Zelândia e Austrália. O número ainda foi comercializado em CD single e vinil, sendo que o primeiro formato foi comercializado em duas versões: uma com o single e o lado B "Sparks", e outro com um conjunto de remixes. Comercialmente, a obra obteve um resultado baixo, culminando na tabela genérica Billboard Hot Dance Club Songs e atingindo as vinte primeiras posições em diversos países, como nas duas regiões da Bélgica (Flanders e Valônia), Japão, Irlanda, Hungria, Escócia, Espanha e Reino Unido. Em outras tabelas dos Estados Unidos, como na Hot Dance/Electronic Songs e na Dance/Electronic Digital Songs, a obra teve as 24ª e 27ª posições, respectivamente. Seu vídeo musical correspondente dirigido por Dawn Shadforth e estreado em 3 de fevereiro de 2014 através de sua página oficial no YouTube. As cenas tem como elenco a artista com seu namorado, interpretado por Clément Sibony, e retratam cenas com afeto de Minogue e ele, e também algumas em que os dois são vistos em uma festa.
Escolhida para dar continuidade à divulgação do álbum, "I Was Gonna Cancel" foi disponibilizada para um download digital na iTunes Store, o qual só continha a faixa, em 22 de abril de 2014 para a Austrália e Nova Zelândia. Posteriormente, foi promovida através das rádios mainstream italianas, e também por um extended play (EP) digital que continha quatro remixes da faixa, além de ser comercializado em CD single e vinil. Comercialmente, a canção obteve um resultado pior do que o primeiro single, conseguindo atingir a quinta posição da tabela Hot Dance Club Songs, mas entrando somente nas noventa melhores posições do Reino Unido, Escócia e da região da Valônia da Bélgica. O vídeo musical foi dirigido por Dimitri Basil e estreado em 16 de maio de 2014 também através do YouTube. De acordo com Minogue, o vídeo era um olhar abstrato da vida dos pedestres, e afirmando que era "como todos nós estamos apenas tentando passar e superar os desafios do cotidiano". Ele foi recebido negativamente pelos críticos, com alguns dizendo que Minogue "não se destaca na multidão" e que o vídeo não foi um de seus "mais memoráveis e inovadores na história da música popular".
"Sexercize" foi lançada como um single promocional em 19 de março de 2014, através de um CD-R lançado exclusivamente no Japão. Comercialmente, a faixa se desempenhou na Billboard Hot Dance/Electronic Songs, mais precisamente na 30ª posição. A obra teve uma promoção baseada na criação de um website de mesmo nome da canção, que mostra a faixa no ponto de vista de outros colaboradores, como Hattie Stewart x Chandelier, VFiles x Cody Critcheloe, Starsky + Cox, Mat Maitland x Jean Paul Gaultier, Gregoire Alexandre x Le Specs, Reilly x Dolce & Gabbana, National Geographic x Chandelier, Roman Coppola x Maserati e Will Davidson, além do lançamento de uma curta-metragem de dois minutos, como parte de uma "experiência áudio-visual". O vídeo oficial para a faixa foi lançado no mesmo dia do lançamento do CD-R japonês, e mostra Minogue fazendo exercícios "sensualmente" com outras mulheres. Outra faixa utilizada para a promoção do álbum foi "Million Miles", reproduzida nas rádios da Espanha, além de "Sexy Love", lançada nas rádios da Austrália ainda em junho de 2014.

## Divulgação

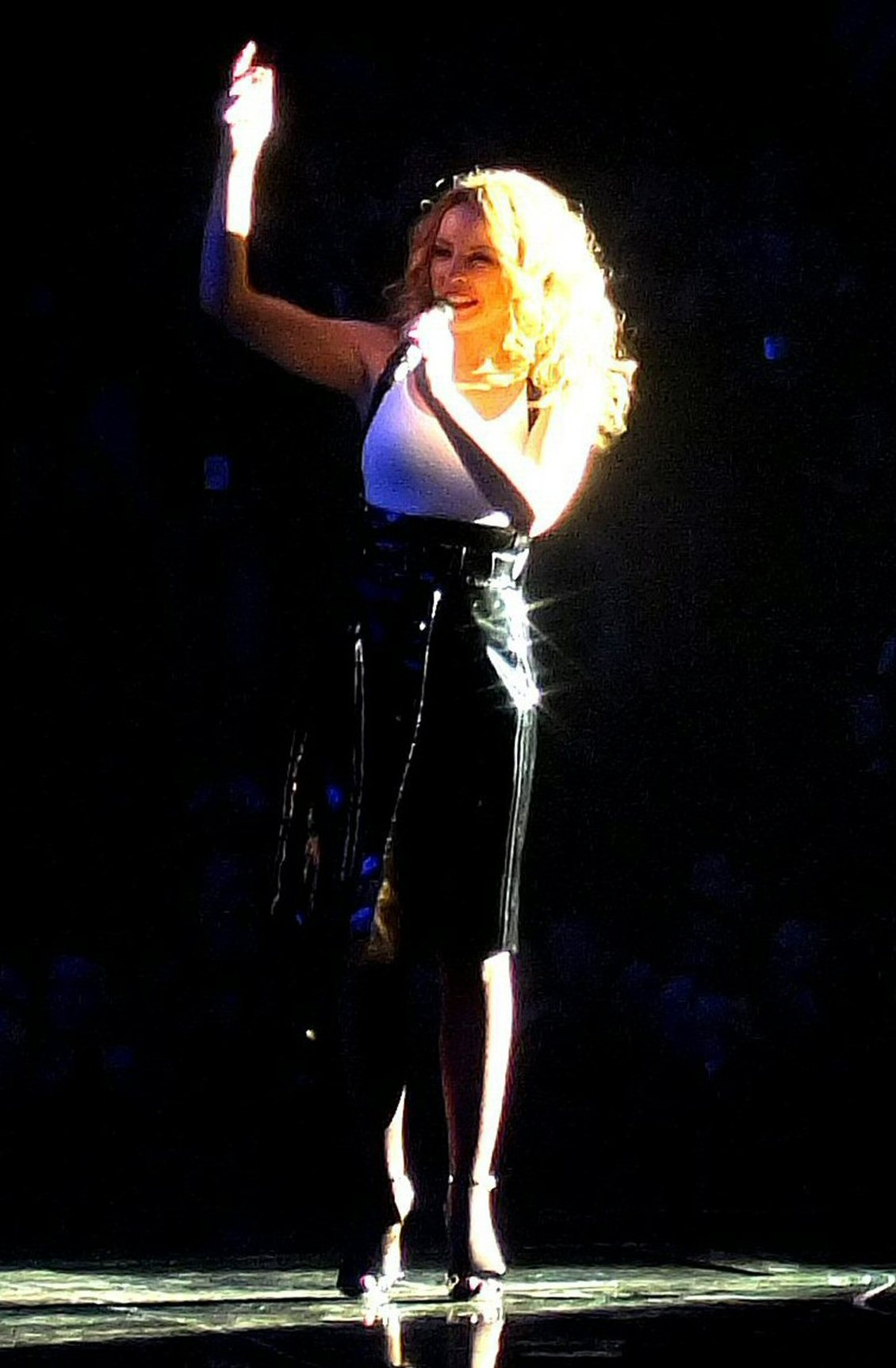
Minogue se apresentando na digressão Kiss Me Once Tour (2014-15).

Como forma de divulgação do disco, a cantora se apresentou em festivais e premiações de pequeno porte, além de ser capa de diversas revistas. Em 13 de fevereiro de 2014, Minogue cantou suas músicas num um mini-concerto especial em uma pub em Londres. Um dia depois, o qual foi Dia dos Namorados em alguns países, ela performou em um mini-concerto em Paris. Em 18 de março, a artista performou as faixas de Kiss Me Once no MasterCard Priceless Show. Minogue ainda deu uma entrevista e performou "Into the Blue", "Les Sex" e "Sexercize" no Le Grand Journal em 19 de março. Dois dias depois, a artista performou o primeiro single e "Especially for You" no Sport Relief 2014. Em 27 de março, Minogue performou "Into the Blue" no Echo Awards em Berlin. Minogue performou "Into the Blue" em 4 de abril de 2014, no The Graham Norton Show, o qual ela também deu uma entrevista. O segundo single do disco, "I Was Gonna Cancel", mais tarde foi performado no Logie Awards na Austrália em 27 de abril de 2014 e no Alan Carr: Chatty Man no Reino Unido em 16 de maio de 2014. "Sexy Love" foi apresentada na Austrália no show ao vivo do The Voice em 30 de junho de 2014 e em 1º de julho de 2014 no Today. "Beautiful" ainda foi apresentada com um medley de seus sucessos na cerimônia de encerramento do Jogos da Commonwealth de 2014. Em capas de revistas, a artista foi primeiramente capa no GQ Australia, em sua edição de março de 2014. Posteriormente, foi capa na 213ª edição da Stylist, fotografada por Ellen von Unwerth, na Vogue Australia, fotografada por Will Davidson e na Good Housekeeping (UK), com ambas as edições sendo em maio de 2014, e na edição de agosto de 2014 da GQ Italy.
Em julho de 2013, antes do lançamento do álbum, foi confirmado pela artista planos para uma nova turnê, com a parte europeia da mesma sendo anunciada em março de 2014. A digressão iniciou-se em 24 de setembro de 2014 e concluiu-se em 28 de março de 2015, visitando 31 cidades em três continentes, totalizando 35 shows. O repertório era composto principalmente por canções de diversos álbuns seus, bem como algumas das músicas de Kiss Me Once. Os concertos foram divididos em sete segmentos: First Kiss, Secret Kiss, Dizzy Kiss, Lick Kiss, Aussie Kiss e o bis. A turnê recebeu avaliações mistas dos avaliadores, dos quais prezaram por ser um show agradável, ao passo que criticaram-o pela turnê ser menos elaborada que a sua digressão de 2008 KylieX2008. Ela também foi bem sucedida comercialmente, conseguindo arrecadar $17 milhões em dinheiro bruto (contando 28 shows feitos na Europa) e tendo um registro gravado, intitulado Kiss Me Once: Live at the SSE Hydro e lançado em março de 2015; a versão em CD deste alcançou a terceira posição na Hungria, enquanto a versão DVD conseguiu o topo da parada da Áustralia para este formato.

## Lista de faixas
| Edição padrão  |                                    |                                                                                     |                                          |         |  |
| N.º            | Título                             | Compositor(es)                                                                      | Produtor(es)                             | Duração |  |
| 1.             | "Into the Blue"                    | Kelly Sheehan, Mike Del Rio, Jacob Kasher Hindlin                                   | Del Rio, Sheehan[A]                      | 4:08    |  |
| 2.             | "Million Miles"                    | Chelcee Grimes, Peter Wallevik, Mich Hedin Hansen, Daniel Heløy Davidsen            | Wallevik, Davidsen, Cutfather            | 3:28    |  |
| 3.             | "I Was Gonna Cancel"               | Pharrell Williams                                                                   | Williams, Sheehan[a]                     | 3:32    |  |
| 4.             | "Sexy Love"                        | Wayne Hector, Autumn Rowe, Peter Wallevik, Mich Hedin Hansen, Daniel Heløy Davidsen | Wallevik, Davidsen, Cutfather            | 3:31    |  |
| 5.             | "Sexercize"                        | Sia Furler, Marcus Lomax, Clarence Coffee, Jordan Johnson, Stefan Johnson           | The Monsters & The Strangerz, Sheehan[a] | 2:47    |  |
| 6.             | "Feels So Good[e]"                 | Tom Aspaul                                                                          | MNEK                                     | 3:37    |  |
| 7.             | "If Only"                          | Daniel Nigro, Justin Louis Raisen, Ariel Rechtshaid                                 | Rechtshaid, Raisen                       | 3:21    |  |
| 8.             | "Les Sex"                          | Amanda Warner, Peter Wade Keusch, JD Walker, William Rappaport, Henri Lan           | Walker, GoodWill & MGI                   | 3:47    |  |
| 9.             | "Kiss Me Once"                     | Furler, Dsign Music                                                                 | Shatkin                                  | 3:17    |  |
| 10.            | "Beautiful" (com Enrique Iglesias) | Enrique Iglesias, Mark Taylor, Alex Smith, Samuel Preston                           | Taylor, Smith[b]                         | 3:24    |  |
| 11.            | "Fine"                             | Karen Poole, Chris Loco, Kylie Minogue                                              | Loco                                     | 3:36    |  |
| Duração total: | Duração total:                     | Duração total:                                                                      | Duração total:                           | 38:28   |  |

| Faixas bônus da edição especial |                           |                            |                          |         |  |
| N.º                             | Título                    | Compositor(es)             | Produtor(es)             | Duração |  |
| 12.                             | "Mr President"            | Sheehan, Hindlin, Minogue  | Thomas Olsen, Sheehan[a] | 4:11    |  |
| 13.                             | "Sleeping with the Enemy" | Claude Kelly, Greg Kurstin | Kurstin, Joe Kearns[c]   | 3:54    |  |
| Duração total:                  | Duração total:            | Duração total:             | Duração total:           | 46:33   |  |

| DVD da edição especial |                                                         |                |         |  |
| N.º                    | Título                                                  | Diretor(es)    | Duração |  |
| 1.                     | "Into the Blue" (vídeo musical)                         | Dawn Shadforth | 4:26    |  |
| 2.                     | "Into the Blue" (bastidores do vídeo musical)           |                | 6:34    |  |
| 3.                     | "Into the Blue" (trailer)                               |                | 0:17    |  |
| 4.                     | "Kiss Me Once" (bastidores da sessão de fotos do álbum) |                | 3:32    |  |
| 5.                     | "Kylie on Kiss Me Once" (entrevista)                    |                | 12:59   |  |

| Faixas bônus da edição padrão do Japão |                                                 |                           |                                |         |  |
| N.º                                    | Título                                          | Compositor(es)            | Produtor(es)                   | Duração |  |
| 12.                                    | "Sparks"                                        | Poole, Matt Schwartz      | Schwartz, Poole[a]             | 3:52    |  |
| 13.                                    | "Into the Blue" (Yasutaka Nakata CAPSULE Remix) | Sheehan, Del Rio, Hindlin | Del Rio, Sheehan[a], Nakata[d] | 6:36    |  |

| Faixas bônus da edição especial do Japão |                           |                           |              |         |  |
| N.º                                      | Título                    | Compositor(es)            | Produtor(es) | Duração |  |
| 12.                                      | "Mr. President"           | Sheehan, Hindlin, Minogue | Trash        | 4:11    |  |
| 13.                                      | "Sleeping with the Enemy" | Kelly, Kurstin            | Kurstin      | 3:54    |  |
| 14.                                      | "Sparks"                  | Poole, Schwartz           | Schwartz     | 3:52    |  |

Notas
a  - denota produtor vocal
b  - denota co-produtor
c  - denota co-produtor vocal
d  - denota remixer
e  - "Feels So Good" é uma nova versão de "Indiana", de Tom Aspaul.

## Créditos
Lista-se abaixo os profissionais envolvidos na elaboração de Kiss Me Once, de acordo com o encarte do álbum:
| - Kylie Minogue: vocal principal, produção executiva - Greg Kurstin: baixo, guitarra, teclado, piano, produção, programação, produção vocal - Cutfather: produção, percussão - Daniel Davidsen: guitarra, produção, baixo - Mike Del Rio: produção, programação - GoodWill: produção - Chelcee Grimes: vocais de apoio - Wayne Hector: vocais de apoio - Enrique Iglesias: vocais ("Beautiful") - Joe Kearns: engenheiro de vocais, engenheiro (adicional), co-produção vocal - Tommy King: teclado (adicional) - Rob Kleiner: engenheiro - Eliel Lazo: percussão - Marco Lisboa: programação adicional - Chris Loco: engenheiro, produção - Oliver McEwan: baixo (adicional) - MNEK: batidas, produção, produção vocal - Aya Merrill: masterização - MGI: produção - The Monsters & Strangerz: produção - Jamie Muhoberac: teclado (adicional) | - Thomas Olsen: produção - Alex Pasco: engenheiro (adicional) - Carlos Paucar: engenheiro vocal - Geoff Pesche: masterização - Karen Poole: vocais de apoio - Sam Preston: guitarra - Ariel Rechtshaid: produção - Daniela Rivera: assistente de mixagem - Roc Nation: gestão - Autumn Rowe: vocais de apoio - Johny Sårde: percussão - Erick Serna: guitarra - Sia: composição, produção executiva - Kelly "Madame Buttons" Sheehan: vocais de apoio, produção vocal - Jesse Shatkin: baixo, guitarra, teclado, piano, produção, programação - Alex Smith: co-produção, teclado, programação - Ren Swan: mixagem, engenharia - Phil Tan: mixagem - Mark Taylor: teclado, produção, programação - Andy Wallace: piano - Peter Wallevik: instrumentos, produção - Joshua "JD" Walker: produção - Wayne Wilkins: produção vocal - Pharrell Williams: produção |  |

## Desempenho nas tabelas musicais
No ARIA Charts, parada do país natal de Minogue, Kiss Me Once entrou no topo da tabela na semana do dia 30 de março de 2014, sendo o quarto álbum que entra nesta colocação da artista. Ficou seis semanas na parada, sendo que na última, o CD teve um crescimento da 41ª posição pra 27ª. O disco também registrou entrada na tabela da Nova Zelândia, mais precisamente na 13ª posição. No entanto, ficou somente uma semana na parada. Em países da Europa, o álbum teve um desempenho bom; na Hungria, o disco entrou em primeira posição, entrando posteriormente na 36ª colocação de final de ano. Outros países que Kiss Me Once foi listado nas dez melhores colocações incluem a Irlanda, Suíça, Alemanha, Espanha, Bélgica (região de Flanders) e Países Baixos.
No Reino Unido, o álbum debutou na vice-liderança, apenas atrás do álbum Symphonica, de George Michael; uma competição na tabela foi notada por críticos. Ficou na parada por dez semanas, sendo que na semana de 24 de maio de 2014, o álbum recebeu uma alta da 86ª para a 57ª colocação, até a próxima semana ser a última a qual ficou na parada. Durante este período, foi certificado de prata pela British Phonographic Industry (BPI), devido a exportação de 60 mil cópias nessa nação. Na Ásia, o álbum recebeu três colocações em diferentes países: na Coreia do Sul (96º posto), no Japão (40º posto) e no Taiwan (6º posto). No México, o álbum desempenhou na 20ª posição da tabela da região, enquanto no Canadá, o álbum teve o 15º posto. Nos Estados Unidos, o CD conseguiu a 31ª posição na tabela principal, a Billboard 200; além disso, se posicionou na terceira posição do Billboard Dance/Electronic Albums, durante a mesma semana em que o álbum entrou na tabela dos 200 álbuns mais vendidos. Mundialmente, faturou 215 mil exemplares comercializados até junho de 2014, sendo que a Popdust, que divulgou esses números, descreveu o álbum como um "fracasso".
| Tabela musical (2014)                                         | Melhor posição |
| ------------------------------------------------------------- | -------------- |
| Alemanha (Media Control Charts)                               | 9              |
| Austrália (ARIA Charts)                                       | 1              |
| Áustria (Ö3 Austria Top 40)                                   | 16             |
| Bélgica (Ultratop 50 de Flandres)                             | 10             |
| Bélgica (Ultratop 40 de Valônia)                              | 13             |
| Canadá (Canadian Albums Chart)                                | 15             |
| Coreia do Sul (Gaon Albums Chart)                             | 96             |
| Croácia (HDU Top 40 Foreign Albums)                           | 10             |
| Dinamarca (Tracklisten)                                       | 20             |
| Escócia (The Official Charts Company)                         | 3              |
| Eslovênia (Slovenian Albums Chart)                            | 9              |
| Espanha (Productores de Música de España)                     | 9              |
| Estados Unidos (Billboard 200)                                | 31             |
| Estados Unidos (Billboard Dance/Electronic Albums)            | 3              |
| Finlândia (IFPI Finlândia)                                    | 24             |
| França (Syndicat National de l'Édition Phonographique)        | 10             |
| Hungria (Magyar Hanglemezkiadók Szövetsége)                   | 1              |
| Irlanda (Irish Recorded Music Association)                    | 4              |
| Itália (Federazione Industria Musicale Italiana)              | 13             |
| Japão (Oricon)                                                | 40             |
| México (AMPROFON)                                             | 20             |
| Nova Zelândia (Recording Industry Association of New Zealand) | 13             |
| Países Baixos (MegaCharts)                                    | 10             |
| Polônia (Związek Producentów Audio Video)                     | 25             |
| Reino Unido (UK Albums Chart)                                 | 2              |
| Suíça (Schweizer Hitparade)                                   | 8              |
| Taiwan (Taiwan International Albums Chart)                    | 6              |

| Tabela musical (2014)                       | Posição |
| ------------------------------------------- | ------- |
| Austrália (ARIA Artist Albums Charts)       | 34      |
| Bélgica (Ultratop 50 de Flandres)           | 199     |
| Bélgica (Ultratop 40 de Valônia)            | 173     |
| Hungria (Magyar Hanglemezkiadók Szövetsége) | 36      |
| Reino Unido (UK Albums Chart)               | 93      |

| País (Empresa)    | Certificação |
| ----------------- | ------------ |
| Reino Unido (BPI) | Prata        |

## Histórico de lançamento
| País           | Data                | Formato                                      | Gravadora                |
| -------------- | ------------------- | -------------------------------------------- | ------------------------ |
| Austrália      | 14 de março de 2014 | CD, CD+DVD, download digital, box set, vinil | Parlophone, Warner Bros. |
| Alemanha       | 14 de março de 2014 | CD, CD+DVD, download digital, box set, vinil | Parlophone, Warner Bros. |
| França         | 17 de março de 2014 | CD, CD+DVD, download digital, box set, vinil | Parlophone, Warner Bros. |
| Reino Unido    | 17 de março de 2014 | CD, CD+DVD, download digital, box set, vinil | Parlophone, Warner Bros. |
| Estados Unidos | 18 de março de 2014 | CD, CD+DVD, download digital, box set, vinil | Parlophone, Warner Bros. |
| Japão          | 19 de março de 2014 | CD, CD+DVD, download digital, box set, vinil | Parlophone, Warner Bros. |